# Abre la puerta
Abre la Puerta es una canción de la banda española de rock andaluz Triana, incluida en su álbum debut “El Patio” lanzado en 1975. La canción es considerada una de las más emblemáticas del grupo y un hito en la historia del rock progresivo español.

## Historia y Composición
“Abre la Puerta” fue compuesta por Jesús de la Rosa, líder y vocalista de Triana. La banda, formada en 1974 en Sevilla, estaba compuesta también por Eduardo Rodríguez Rodway (guitarra) y Juan José Palacios “Tele” (batería). La canción destaca por su fusión de rock progresivo con elementos del flamenco, un estilo innovador que caracterizó a Triana y que influyó significativamente en el desarrollo del rock andaluz.

## Recepción y Legado
Aunque en su lanzamiento inicial no tuvo un éxito comercial masivo, con el tiempo "Abre la Puerta" y el álbum El Patio en general, se convirtieron en piezas de culto dentro del panorama musical español. Este tema, en particular, fue visto como un himno de la juventud andaluza y de aquellos que se identificaban con la mezcla de modernidad y tradición que proponía Triana.
Hoy en día, "Abre la Puerta" es reconocida como una de las canciones más emblemáticas del rock andaluz y uno de los mayores logros de la banda. Ha sido versionada por diversos artistas a lo largo de los años y continúa siendo una referencia clave en la historia de la música española.

## Integrantes de la Banda en la Grabación
- Jesús de la Rosa: voz y teclados
- Eduardo Rodríguez Rodway: guitarra flamenca
- Juan José Palacios "Tele": batería y percusión